# アメリカーノ (コーヒー)

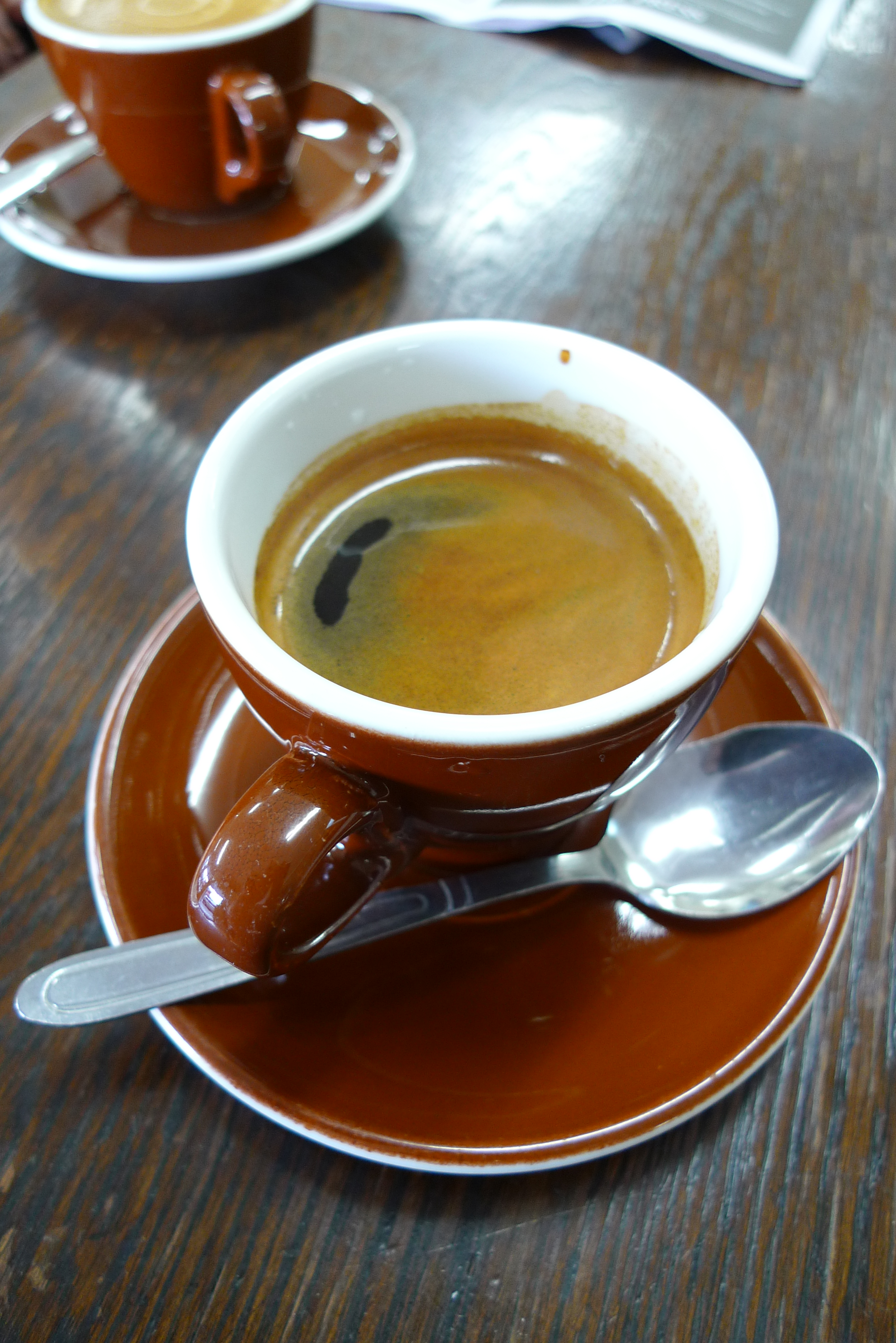
カフェ・アメリカーノ

アメリカーノ（伊: (Caffè) Americano）とは、エスプレッソ・コーヒーに湯を注いで作るスタイルのコーヒーのことである。

## 名称の由来
最も一般的なアメリカーノという名称の由来には、エスプレッソを薄めて飲むアメリカ人を侮蔑する意味があったという説がある。

## 特徴
ドリップ・コーヒーとはまた異なった風味を楽しむことができる。アメリカーノはレギュラーコーヒーとの風味の違いを楽しむため、エスプレッソのように甘味料を加えずにブラックのまま飲む人々も多い。アメリカーノという名称の由来を知ってか知らずか、アメリカ合衆国では1990年代にスターバックスのような喫茶店チェーンが爆発的に広まるまで、アメリカーノは一般的な飲み物ではなかったことが明らかとなっている。現在でもアメリカ合衆国内にある喫茶店では、アメリカーノはあまり飲まれていない。